# BMW i4

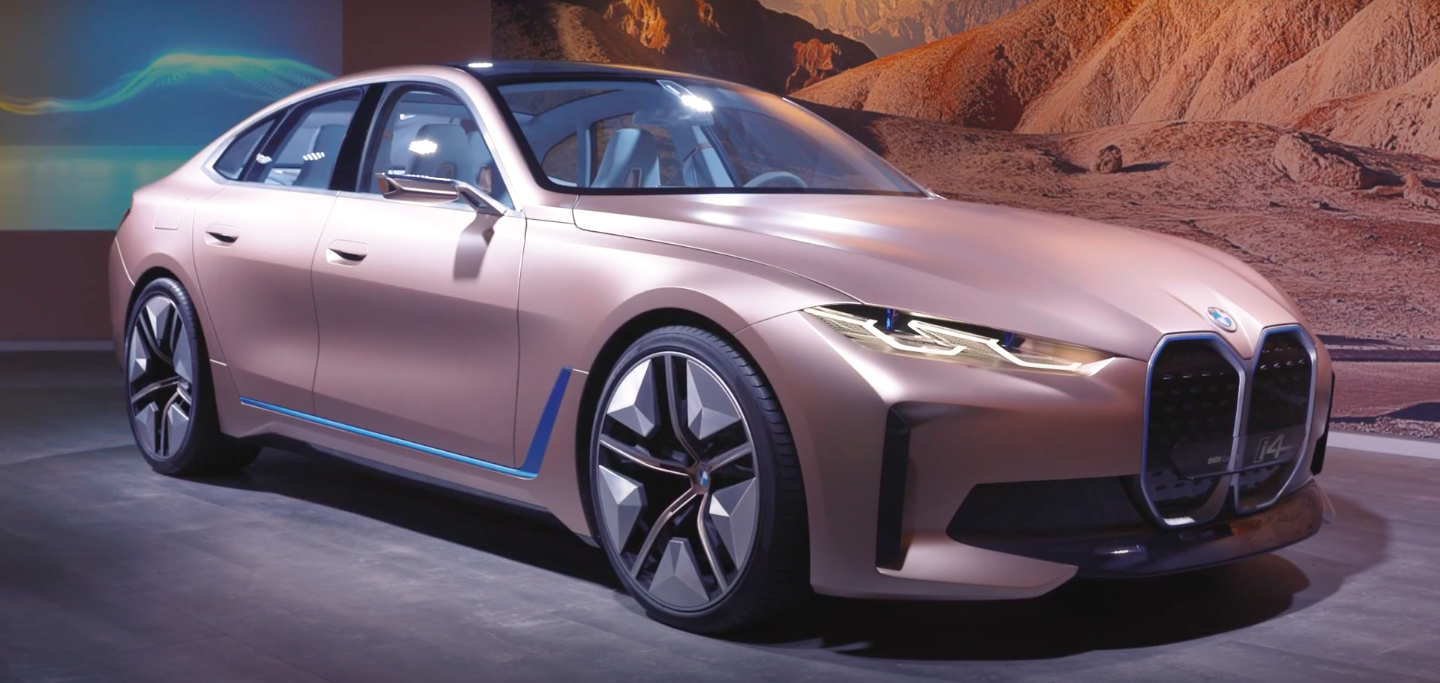
BMW Concept i4

BMW i4 este o mașină electrică germană produsă de BMW din 2021, înrudită cu BMW i7.